# Uceda
Uceda est une commune d'Espagne de la province de Guadalajara dans la communauté autonome de Castille-La Manche.

## Administration
| Période                                  | Période | Identité                        | Étiquette | Qualité |
| ---------------------------------------- | ------- | ------------------------------- | --------- | ------- |
| 2007                                     | 2012    | Francisco Javier Alonso Hernanz | PSOE      |         |
| Les données manquantes sont à compléter. |         |                                 |           |         |